# Dương Học Quân
Dương Học Quân là Thượng tướng Quân Giải phóng Nhân dân Trung Quốc (PLA), là một kỹ sư quân sự, Giáo sư Khoa học máy tính, Tổng công trình sư về siêu máy tính, Viện sĩ Viện Hàn lâm Khoa học Trung Quốc. Ông là Ủy viên Ủy ban Trung ương Đảng Cộng sản Trung Quốc khóa XX, khóa XIX, Đại biểu Đại hội đại biểu nhân dân toàn quốc lần thứ IX, Chủ tịch Viện Hàn lâm Khoa học Quân sự Trung Quốc.

## Thân thế và binh nghiệp
Ông Dương Học Quân sinh tháng 4 năm 1963, tại huyện Vũ Thành, phủ Đức Châu, tỉnh Sơn Đông. Năm 1983, ông tốt nghiệp đại học và năm 1991, ông bảo vệ thành công luận án Tiến sĩ kỹ thuật năm 1991 tại Đại học Công nghệ Quốc phòng Trung Quốc. Sau đó ông ở lại trường làm giảng viên và được bổ nhiệm làm giáo sư năm 1995. Từ lâu, ông đã tham gia nghiên cứu trong lĩnh vực máy tính hiệu suất cao và công nghệ điện toán phân tán song song, đồng thời tham gia phát triển các siêu máy tính Galaxy I và Galaxy-II. Năm 1994, khi mới 31 tuổi, ông là Công trình sư trưởng của siêu máy tính Galaxy-III, sau đó, trở thành Tổng Công trính sư của Siêu máy tính Thiên Hà-1 (Tianhe-1). Tianhe-1A do ông chủ trì phát triển, tháng 10.2010, đã trở thành siêu máy tính nhanh nhất thế giới với tốc độ tối đa 4700 nghìn tỷ hoạt động mỗi giây và tốc độ liên tục 2566 nghìn tỷ phép tính động mỗi giây. Siêu máy tính Thiên Hà 2 hoặc TH-2 (tiếng Trung: 天河-2) có hiệu suất 33,86 petaflop/s, là siêu máy tính nhanh nhất trên thế giới theo danh sách TOP500 vào tháng 6 năm 2013.
Năm 2004, ông được thăng quân hàm Thiếu tướng. Năm 2007, ông giữ chức vụ Trưởng phòng Đào tạo và năm 2009, được bổ nhiệm Phó Hiệu trưởng của Trường Đại học Công nghệ Quốc phòng.
Năm 2011 được bổ nhiệm Hiệu trưởng Trường Đại học Công nghệ Quốc phòng. Cùng năm, ông được bầu làm Viện sĩ Viện Hàn lâm Khoa học Trung Quốc.
Năm Tháng 1.2013, tại Đại hội Đảng Cộng sản Trung Quốc lần thứ XVIII, Dương Học Quân được bầu làm Ủy viên dự khuyết Ban Chấp hành Trung ương Đảng Cộng sản Trung Quốc khóa XVIII
Năm 2013, ông được thăng quân hàm Trung tướng.
Tháng 7 năm 2017, Dương Học Quân được luân chuyển làm Chủ tịch Viện Hàn lâm Khoa học Quân sự Trung Quốc, thay cho Thượng tướng Trịnh Hòa.
Ngày 24 tháng 10 năm 2017, tại Đại hội Đảng Cộng sản Trung Quốc lần thứ XIX, Dương Học Quân được bầu làm Ủy viên Ban Chấp hành Trung ương Đảng Cộng sản Trung Quốc khóa XIX.
Ngày 31 tháng 7 năm 2019, ông được thăng quân hàm Thượng tướng.

## Danh hiệu và Giải thưởng
- Giáo sư, năm 1995
- Quỹ Khoa học Quốc gia dành cho các học giả trẻ xuất sắc năm 1998
- Giải thưởng Khoa học và Công nghệ năm 2011 của Quỹ Ho Leung Ho Lee
- Giải thưởng Khoa học Trần Gia Canh năm 2012
- Tháng 12 năm 2011, được bầu là Viện sĩ Viện Hàn lâm Khoa học Trung Quốc (CAS)

## Lịch sử thăng quân hàm tướng
- Năm 2004: Thiếu tướng;
- Năm 2014: Trung tướng;
- Ngày 31 tháng 7 năm 2019: Thượng tướng